# Hermann Hofmeister
Hermann Louis Karl Hofmeister (* 17. Mai 1878 in Hannover; † 26. Juli 1936 in Braunschweig) war ein antisemitischer deutscher Lehrer, Historiker und Archäologe.

## Leben

### Rassistischer Lehrer
Hofmeister stammte aus einer hannöverschen Kaufmannsfamilie. In Marburg studierte er Philologie und wurde 1904 promoviert. Ab 1905 war er zunächst als Lehrer in Wesermünde tätig, bis er 1908 als Oberlehrer an das Johanneum in Lübeck ging. Im Ersten Weltkrieg wurde er verwundet und kehrte so bereits 1916 in den Lübecker Schuldienst zurück.
Um 1920 wurde er als Lehrer wegen rassistischer antisemitischer Äußerungen auffällig. Hofmeister war bekennendes Mitglied des Deutschvölkischen Schutz- und Trutzbundes. Er indoktrinierte die Schüler innerhalb der Schule und außerhalb dieser in rechtsradikalen Jugendverbänden. Er überwarf sich mit dem Schulleiter Hermann Stodte. Die Eltern der von ihm diskriminierten jüdischen Schüler führten Beschwerden an den Vorsitzenden der Oberschulbehörde Senator Kulenkamp. Ein 1921 durch den Senat der Freien Hansestadt Lübeck eingeleitetes Disziplinarverfahren führte erst nach weiteren Disziplinarstrafen 1923 zu seinem Ausscheiden aus dem staatlichen Lübecker Schuldienst wegen Dienstunfähigkeit. Hofmeister zog sich zunächst in seine Heimatstadt Hannover zurück, wo er vor- und frühgeschichtliche Studien anstellte. In Hannover verfasste er die Schrift Vom Hansegeist zum Händlergeist, eine antisemitische Geschichte der Juden in Lübeck.

### Archäologische Tätigkeit

#### Die Kaaksburg
Während seiner Lübecker Zeit betrieb er die Erforschung von alten Wehranlagen in Lübeck und Schleswig-Holstein und nahm zahlreiche Ausgrabungsarbeiten in diesem Zusammenhang vor. Ende der 1920er bis Anfang der 1930er Jahre hielt er sich im Kreis Steinburg in der Umgebung von Itzehoe auf und setzte dort seine Forschungen fort. 1932 legte er unter dem Titel Urholstein seinen Grabungsbericht über die Kaaksburg im Kreis Steinburg vor.

#### Professor und Landesarchäologe in Braunschweig
Auf Betreiben seines Parteifreundes Dietrich Klagges, Mitbegründer der NSDAP im Kreis Steinburg und 1931 zum Braunschweigischen Minister des Innern und für Volksbildung und am 6. Mai 1933 zum Ministerpräsidenten avancierte, wurde Hofmeister im Herbst 1932 – trotz erheblichen Widerstandes seitens der kulturwissenschaftlichen Abteilung der Technischen Hochschule in Braunschweig – zum außerordentlichen Professor für Deutsche Vor- und Frühgeschichte sowie für „Germanenkunde“ ernannt. Er sollte ein Institut für deutsche Vor- und Frühgeschichte zu schaffen und ein Museum für diese, den Nationalsozialisten ideologisch wichtige, Epoche der deutschen Geschichte in Braunschweig einrichten, das so genannte „Haus der Vorzeit“. Darüber hinaus wurde Hofmeister zum Landesarchäologen des Freistaates Braunschweig ernannt (siehe Braunschweiger Landesarchäologe).  Hofmeisters Bestreben war eine im Sinne des Nationalsozialismus ideologisch verbrämte Volkserziehung unter permanenter Hervorhebung der „unerreichten und unübertroffenen Kulturleistung der Germanen“.
Hofmeisters Spezialgebiet war die Erforschung von Burgen und Befestigungsanlagen. Im Freistaat Braunschweig war er damit beschäftigt, die Lübbensteine bei Helmstedt zu rekonstruieren sowie den Tetzelstein in Elm sowie die Asseburg zu erforschen. Im Deister führte er Ausgrabungen an der Heisterburg durch.

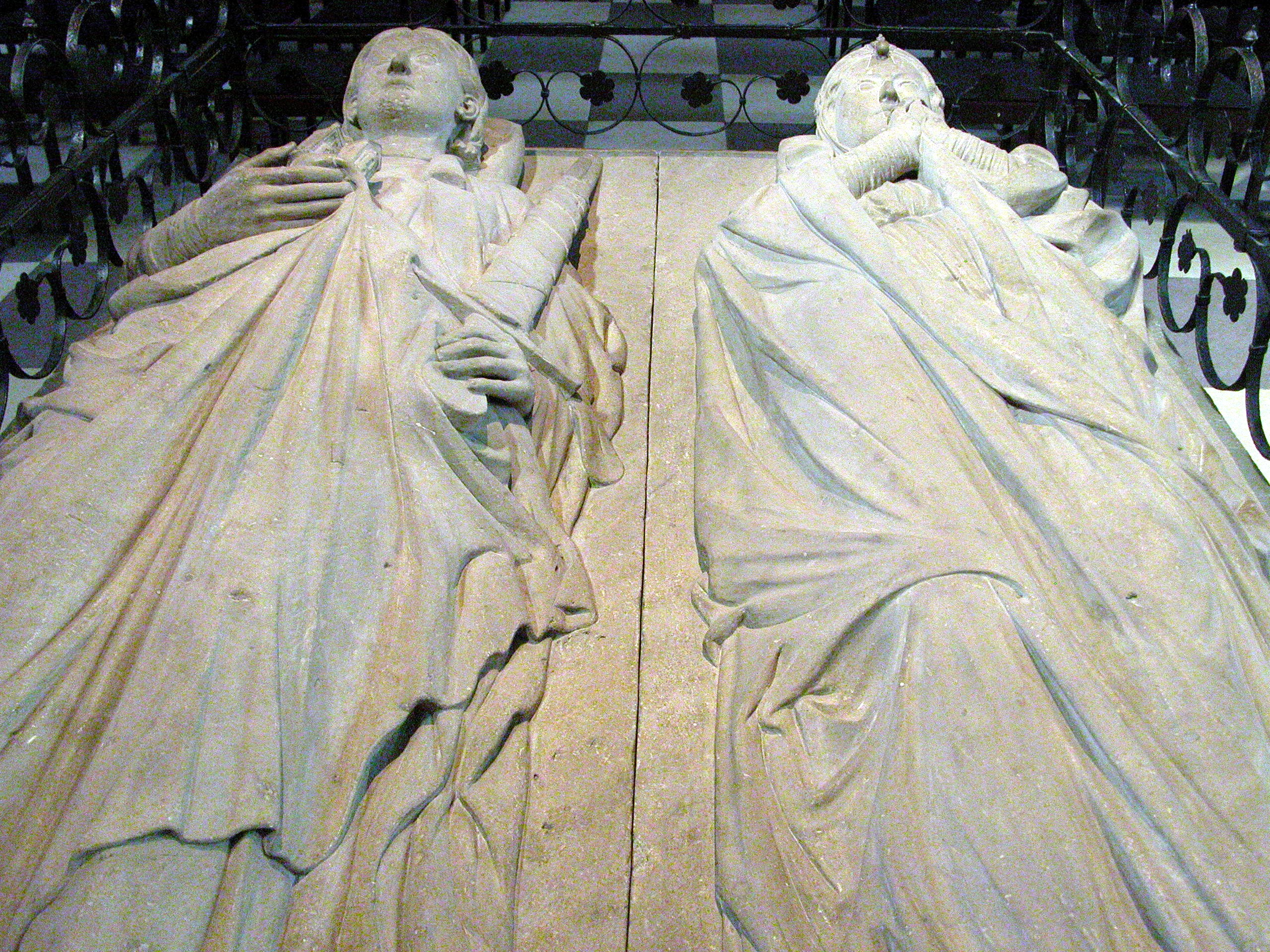
Grabmal Heinrichs des Löwen und seiner Frau Mathilde

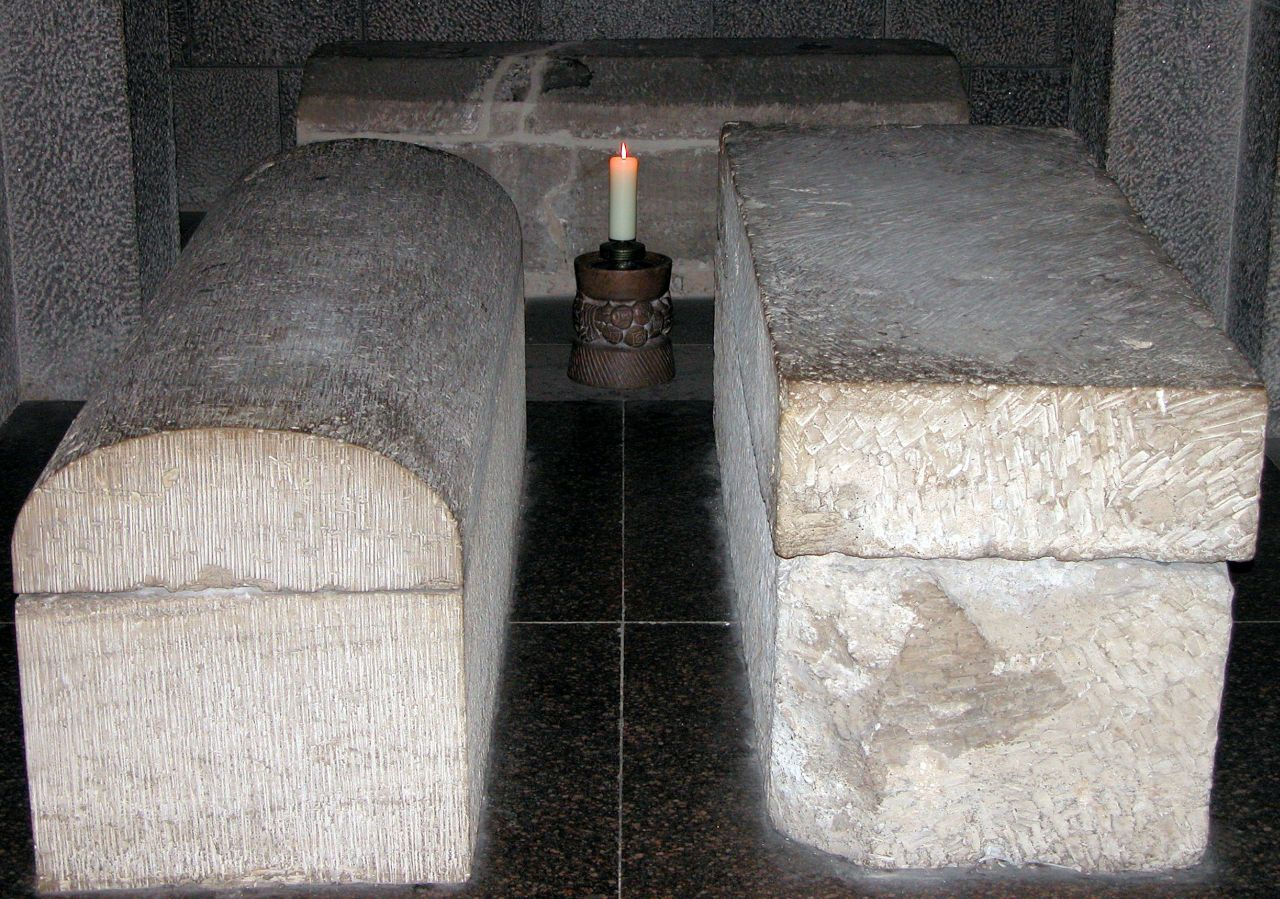
Gruft Heinrichs des Löwen im Braunschweiger Dom

Im Frühsommer 1935 plante das nationalsozialistische Regime, die Grablege Heinrichs des Löwen im Braunschweiger Dom zu öffnen, was auch geschah. Nach anfänglichen Schwierigkeiten übernahm Hofmeister die Projektleitung. Die Graböffnung erfolgte Ende Juni unter Ausschluss der Öffentlichkeit im Beisein des neu ernannten NSDAP-Ministerpräsidenten Klagges und weiterer NSDAP-Größen wie Heinrich Himmler und Alfred Rosenberg.
Bereits nach wenigen Tagen wurden die Ausgrabungsarbeiten abgeschlossen. Hofmeister erstellte kurz vor seinem Tod einen offiziellen Grabungsbericht, der elf Seiten Text mit 56 Fotos umfasste, jedoch wegen des den Nationalsozialisten ideologisch unliebsamen Inhalts nicht veröffentlicht wurde. Erst 1978 erschien eine geringfügig gekürzte Fassung.
Hofmeister hatte auf Grund der Funde angenommen, Heinrich sei ein Krüppel gewesen. Das war Himmler und Rosenberg peinlich. Das Interesse der Nationalsozialisten an einer propagandistischen Verwertung des Grabungsergebnisses erlosch umgehend. Die Vorstellung von den Ergebnissen der Gruftöffnung hatte bis 1974 Bestand. Heute gehen Fachleute davon aus, dass der von Hofmeister als Heinrich der Löwe identifizierte Leichnam mit dessen Ehefrau Mathilde verwechselt wurde.
Hofmeisters letztes Werk ist die 1936 erschienene Germanenkunde. Er verstarb 1936 nach einer Operation.

## Würdigung nach 1945
Bis 2006 wurde Hofmeister in Itzehoe dadurch geehrt, dass eine Straße nach ihm benannt wurde. Erst nachdem mehrere kritische Zeitungsartikel zu Hermann Hofmeister erschienen waren, größtenteils aus der Hand des Itzehoer Fotografen und Journalisten Michael Ruff, wendete sich das Blatt. 2006 beschloss die Stadt, die Hermann-Hofmeister-Straße in Dietrich-Bonhoeffer-Straße umzubenennen.

## Schriften
- Die Wehranlagen Nordalbingiens. Zusammenstellung und Untersuchung der urgeschichtlichen und geschichtlichen Burgen und Befestigungen: Heft 1 – Lübeck; Heft 2 – Amt Fürstentum Ratzeburg. Lübeck 1917.
- Von Dithmarschens Burgen und Schanzen. In: Schleswig-Holsteinisches Jahrbuch (1923), S. 10–15.
- Vom Hansegeist zum Händlergeist. Th. Weicher, Leipzig 1925.
- Limes Saxoniae. In: Zeitschrift der Gesellschaft für Schleswig-Holsteinische Geschichte, Bd. 27 (1927), S. 67–169 (Digitalisat).
- Die Chatten: Band 1 Mattium: Die Altenburg bei Niedenstein.  J. Baer & Co., Frankfurt am Main 1930.
- Die Vorgeschichtlichen Denkmäler im Lübeckischen Staatsgebiet. Lübeck 1930.
- Urholstein. Hrsg. vom Kreisausschuss d. Kreises Steinberg, Buchschmuck von Paul Holtorf, J.J. Augustin, Glückstadt 1932. Gesamttitel: Altsachsenforschung; Bd. 1.
- Germanenkunde und nationale Bildung.  Herausgegeben vom nationalsozialistischen Lehrerbund, Gau Südhannover-Braunschweig, Appelhans, Braunschweig 1934.  Schriftenreihe des Nationalsozialistischen Lehrerbundes, Gau Südhannover-Braunschweig.
- Germanenkunde. Diesterweg-Verlag, Frankfurt am Main 1936.
- Bericht über die Aufdeckung der Gruft Heinrichs des Löwen im Dom zu Braunschweig im Sommer 1935. Gekürzte Fassung. Archiv-Verlag, Braunschweig 1978.